# 一丁目物語 ゴッドマザーの二度目の青春
『一丁目物語 ゴッドマザーの二度目の青春』（いっちょうめものがたり ゴッドマザーのにどめのせいしゅん）は、1977年1月8日から同年2月26日まで日本テレビ系列の『グランド劇場』枠で放送されていた日本テレビ製作のテレビドラマ。全8話。

## キャスト
- 花井里子：森光子
- 花井一郎：西田敏行
- 植草良彦：近藤正臣 - ピアニスト
- 植草修三：池部良 - 映画監督
- 敏子：夏純子
- 在原学長：上原謙
- 古川良作：藤竜也 - 動物園飼育係
- 島子：小鹿みき
- 一条正江：大関優子
- 洋子：浅丘ルリ子（第3話）
- 一条英夫：西城秀樹（第6話） - 正江の兄
- 岩淵守：三橋達也（第7話 - 第8話） - 大金商事専務

## スタッフ
- 脚本：林秀彦（第1話 - 第3話）、清水邦夫（第4話 - 第5話）、池田一朗（第6話 - 第8話）
- 演出：石橋冠（第1話 - 第3話、第8話）、祖父江信太郎（第4話 - 第7話）
- 主なプロデューサー：早川恒夫
- 音楽：坂田晃一

## 楽曲
主題歌「誰かと今日もすれ違い」
作詞：久保田広子 / 作曲：坂田晃一 / 歌：ダ・カーポ
挿入歌「ともしび」
作詞：久保田広子 / 作曲：坂田晃一 / 歌：ダ・カーポ

## 放送局
- 日本テレビ：土曜 21:00 - 21:54
- 新潟放送：土曜 22:00 - 22:54[1]
- 北日本放送：土曜 21:00 - 21:54[2]
- 北陸放送：土曜 22:00 - 22:54[1]
- 福井放送：土曜 21:00 - 21:54[2]